# Gymnapogon africanus
Gymnapogon africanus és una espècie de peix pertanyent a la família dels apogònids.

## Descripció
- Pot arribar a fer 5 cm de llargària màxima.
- 7 espines i 9 radis tous a l'aleta dorsal i 2 espines i 8 radis tous a l'anal.
- És translúcid amb un punt de color carabassa a la base de les aletes.
- Aletes de color rosa pàl·lid.[5]

## Hàbitat
És un peix marí, demersal i de clima tropical.

## Distribució geogràfica
Es troba a l'Índic occidental: des de Kenya fins a Bazaruto (Moçambic), incloent-hi Tanzània i les illes Seychelles.

## Observacions
És inofensiu per als humans.